# Barkat Gourad Hamadou
Barkat Gourad Hamadou (ur. 1 stycznia 1930 w regionie Dikhil, zm. 18 marca 2018 w Paryżu) – dżibutański polityk, premier Dżibuti od 2 października 1978 do 7 marca 2001.

## Życiorys
Był Afarem, urodził się w regionie Dikhil na południu kraju. Przed uzyskaniem przez Dżibuti niepodległości był członkiem francuskiego Senatu (wybierany w latach 1968 i 1973). Po proklamowaniu niepodległości został ministrem zdrowia. Następnie w październiku 1978, prezydent Hassan Gouled Aptidon powierzył mu funkcję premiera.
W wyborach parlamentarnych w 1992 roku Hamadou wystartował z pierwszego miejsca na liście Ludowego Ruchu na rzecz Postępu. Po wyborach otrzymał kolejną misję stworzenia rządu, który został powołany 4 lutego 1993. Brał czynny udział w rozmowach pokojowych z FRUD-em podczas wojny domowej. Umowa pokojowa kończąca wojnę domową został podpisana w 1994 roku. W 1995 roku powstał nowy rząd, którego członkami zostali również przedstawiciele FRUD-u. Na jego czele ponownie stanął Hamadou. Po wyborach parlamentarnych stworzył kolejny rząd, który został powołany 28 grudnia 1997.
Nocą 9 marca 2000 trafił do francuskiego szpitala wojskowego z powodu kłopotów z sercem. Następnie został przetransportowany do szpitala w Paryżu, gdzie spędził siedem kolejnych miesięcy. Z powodu kłopotów zdrowotnych 6 lutego 2001 na ręce prezydenta Guelleha Hamadou złożył dymisję. Jego następcą został Dileita Mohamed Dileita.
Zmarł 18 marca 2018 w Paryżu w wieku 88 lat.